# لنز سیگما ۱۸۰میلی‌متر اف۳٫۵ ئی‌ایکس دی‌جی
Sigma 180mm macro-IMG2740.JPG

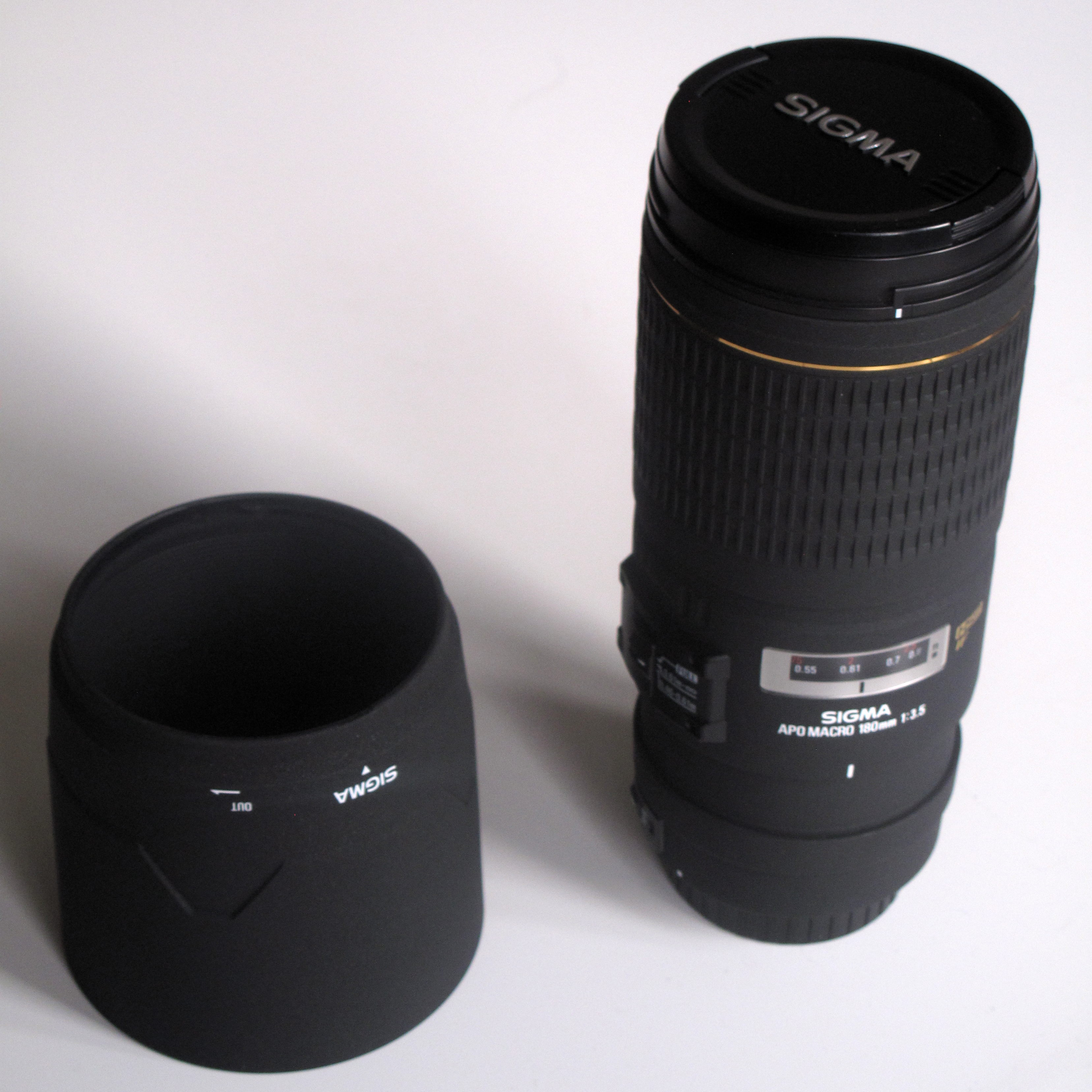
Sigma 180mm macro2740.JPG

لنز سیگما ۱۸۰میلی‌متر اف۳٫۵ ئی‌ایکس دی‌جی (به انگلیسی: Sigma 180mm F3.5 EX DG lens) نام لنز دوربین عکاسی از نوع تله فوتو با قابلیت عکاسی ماکرو است که توسط شرکت سیگما تولید می‌شود. فاصلهٔ کانونی این لنز ۱۸۰ میلی‌متر، دیافراگم آن دارای ۹ تیغه و ضریب اف آن اف ۳٫۵ تا اف ۳۲ است. این لنز در 2004 میلادی تولید و عرضه شده‌است.